# ヒーローバトルコロシアム
『ヒーローバトルコロシアム』は、菊野郎による日本の漫画作品。
『ファミ通DS+Wii』の別冊付録『ファミ2コミック』にて連載中。

## 登場キャラクター

### メインキャラクター
ユウキ
本作の主人公。バーニングソルジャーチームのリーダー。常にバンダナをしている。性格は元気で熱血（カレンに単純バカと評される）。身長が低く、度々カレンや読者に指摘される。姉がいるらしく、御下がりを着せられた過去がある。～マン系、戦士系のヒーローをよく使う。野菜嫌いでユウキの母の悩みの種になっているらしい。可愛い動物が好き。歯医者が怖い。バトルが始まる前の時はカレンとかなり喧嘩が多く、仲の悪さが目立つ。カレンが好きかは不明。
カレン
クールビューティーチームのリーダー。青い髪を持った少女。性格はズルさやキツさが目立ち、ユウキをいじったり、戦法に使われたりする。その反面どこか天然。家はお金持ちでメイドや執事がいる。寝ぼけているとボーっとしたり羞恥心が薄れたりする（ユウキのいる前で堂々と着替えをする）。怒らせると怖く、暴れると、実況と適当の二人を大怪我させるほど。虫の中ではバッタが一番嫌い。性格のキツさで彼氏と別れた過去がある。可愛い系のヒーローをよく使う（ユウキにはワンパターンと評される）。スタイルはいい。バトルが始まる前はユウキとかなり喧嘩が多く、仲の悪さが目立つ。ユウキが好きかは不明。
実況 太郎（じっきょう たろう）
実況担当。声がとても大きく、そのせいで彼女と別れた過去がある。時々両リーダーや適当に最初のセリフを取られたりする。
適当 言男（てきとう いうお）
解説担当。ほとんど適当なことばかり言うが稀にまともな事を言う時もある。小学生の頃から老けている過去がある。
シン・パン子
審判担当。最初は名前が無かったが、読者からの悩みが投稿された時に、実況が適当に決めた。結構忘れられがち。

## ヒーロー
- 読者から送られてきたキャラクター。各リーダーはこのキャラクターを駆使して戦う。
- ☆がついているのは勝利した方。●は引き分け。

### バーニングソルジャーチーム
戦歴：11勝19敗1分
オイルマン
オイル、炎で攻撃する。
大手（おおて） ☆
名前の通り、大きな手で攻撃。空を飛ぶ。
タイヤマン ☆
タイヤを投げたり、突進で攻撃する。
月夜見（つきよみ）
ピンチになると、人間の姿から狼に変身。
プラモマン
プラモを作って攻撃。体のパーツも交換できる。パーツのほとんどをヒナリに破壊され、プロペラのモーターを狙われて爆破してしまう。
セハ
白髪の少年ヒーロー。黒魔法で攻撃。使い魔・アイズを呼び出す。バンダナを外すと力を解放できる。
バキューマン ☆
掃除機型のヒーロー。鋭いツメと、吸い込みで攻撃。鏡の攻撃をものともせず。
カイザーブレイク
トライアタック、氷のキック、ファイヤー玉で攻撃。
グラスホッパー
スプリンターのようなバッタ。タックルで攻撃し、スポーツドリンクでパワーアップ。黒竜の土竜星によろけて落としたスポーツドリンクを飲んでる最中にピコハンで吹き飛ばされて敗北。
ハイドラ ☆
剣で戦う青年ヒーロー。必殺技はサマーソルトスラッシュ。圧倒的な実力でふらんに勝利。
バケタヌキ ●
変身が得意なタヌキのヒーロー。かなりの臆病者。
Dr.デンタル
ドリルで攻撃。素顔は美形。実は虫歯があり、シェイシェに口にあんまんをぶち込まれ、虫歯の痛みに苦しんでる隙を突かれ、敗北。
みどりオン ☆
ロボット型のヒーロー。技はメタルクローとレインボー・ビーム。思考回路に問題があり、ユウキに「攻撃しろ」と言われた時は攻撃対象を指定されなかったので自分を攻撃し、「防御だ」と言われた時は「棒ギョーザ」を聞き間違え、棒と餃子を出したりした。最後はユウキ、カレンの指示に混乱し、ビームを暴発されカミナに勝利する。
必勝パンチマン
名前の通り、技は主にパンチ。
ガレン ☆
カレンにそっくり。分身とガレンクラッシュを使う。
バクライ
武器を沢山持ったヒーロー。ミサイルで攻撃。
サナ ☆
弓矢を扱う天使の少女。矢に刺された人はサナのことが好きになる。必殺技の「聖なる涙」は、一粒涙を零しただけで敵に向かって光る星が降り注いでくる。
ブラッシュ ☆
落ち武者のヒーロー。ネックハンドなどで攻撃。
ノール
ナルシスト。バラや冷気で攻撃する。
クレジットマン
財布型のヒーロー。お金を払う事によって攻撃。
ゴルファー ☆
足のクラブで打ったり、バクハツボールで攻撃。
ジャメド
工具で戦う。メカフェチで、改造好き。
ミルクン
男の子のヒーロー。牛乳を飲むと巨大化。
大魔王ゾミー
とても巨大な魔王のヒーロー。爆弾は相手に必ず当たる。
愛火（あいか）
炎を使うヒーロー。炎の剣を扱うサイボーグ。
ショウ ☆
お笑い芸人のヒーロー。寒いジョークやハリセンで攻撃。
フウカ ☆
エレクトリック・サンダーチームリーダー。雷で攻撃。
豚肉（チャーシュー）マン
ラーメンを作る豚のヒーロー。ラーメンの味はいまいち。
筋肉盛男（きんにくもりお）
体育系のヒーロー。素顔は目かと思いがちだが鼻の穴であり、目が綺麗。
支葵
炎を操る。イケメンのヒーロー。
サバイバルマン
サバイバルの知識が豊富。少し危ない。
刃 ●
見た目が男性っぽいボーイッシュな女性忍者のヒーロー。
サリフ ☆
コーヒーで戦うヒーロー。
カメラマン ☆
カメラを装備した、小型の恐竜型のヒーロー。
わたぽん
綿飴の天使。水に弱く、フォニアに水をぶちまかれて敗北。
クモッサン ☆
蜘蛛とおっさんが合体したヒーロー。
サンドコクーン
砂の中に潜む虫型のヒーロー。
マティア ☆
ぬいぐるみのようなヒーロー。布を食べないと攻撃できない。
双持（そうじ） ☆
掃除好きの少年ヒーロー。汚れる事を嫌う。おにぎりくんの股間を思い切り攻撃し、勝利。
河平（かっぺい）
河童の忍者。弱点は頭の皿。武器は手裏剣で、必殺技は水を操る「水遁川流れ」。マメリーの「なみだとばし」で頭を集中攻撃され、敗北。
ミケー ☆
団子っ鼻と頭の巻き毛が特徴のヒーロー。恥ずかしがり屋で、すぐどこかに隠れてしまう。
見つかると巨大化し、眼から巨大な光線を放つ。
スラリット
手足、鼻が長い人間型ヒーロー。素早い動きによるパンチ、キックは強力。
マフの飴を取り上げたことで彼女の怒りを買い、敗北。

### クールビューティーチーム
戦歴：19勝11敗1分
うさみ ☆
雪玉を投げたり、うさぎに変えて攻撃。
クモリ
雲を操る。ピンチになると雷を落とす。
かぷー
カップに入った小さなヒーロー。頭のツノで巻きつく。カップが割れると凶暴化し、両手が刃になるが、身体は小さいままでタイヤマンに潰され敗北。
トゲトゲドラゴン ☆
トゲで攻撃したり、身を守ったりする。
ヒナリ ☆
短剣で戦う少女。ピンチになると二刀流で戦う。
にゃきき ☆
ネコとケーキが混ざった姿のヒーロー。ホイップとイチゴ弾で攻撃。
鏡（かがみ）
鏡を持った女性ヒーロー。幻覚攻撃や嫌な過去を思い出させる能力を持つが、生まれたてで嫌な過去が無いバキューマンには通用せず、ゴミ地獄で吸い込まれて敗北。
ベジタリアンX ☆
野菜を使った攻撃が得意。
黒竜（くろたつ） ☆
得意技は威力の強いピコハンと、地鳴りを起こす土龍星。
ふらん
茨を操る少女。ピンチになると分裂。
あーま ●
小悪魔型のヒーロー。技は杖から放たれるダークビーム。ピンチになると巨大化するが大した力は無く、引き分けとなる。
シェイシェ ☆
チャイナドレスを着た少女。中華まん爆弾と武術で攻撃。
カミナ
技はサイバースラッシュとレーザーショット。暴走したみどりオンからカレンを庇い、レーザーを受け敗北。
レーサ ☆
消しゴムの身体を持つ小熊。敵を消す事ができる。
カメンマン
火、水、石のカメンを使って攻撃。
檸檬（れもん） ☆
女性型ヒーロー。銃を使って攻撃。だまし討ちが得意。
デルタス
クリスタルのヒーロー。ニードルアローなどで攻撃。見た目は怖そうだが、優しく、喧嘩しているユウキとサナを和解したが、サナの聖なる涙を食らってしまい、敗北。
マジシャン ミール
マジックを使って戦う女性ヒーロー。
ハチミさま ☆
ハチの格好をした少女ヒーロー。力持ちで、蜜で相手を固める。
ハナ ☆
お風呂に入ったハムスター。せっけんなどをなげて攻撃。
Vナイン
野球のヒーロー。ボールを投げて攻撃。
ロバド ☆
ハト型のロボット。ミサイルやツメで攻撃。
ナナ ☆
女の子のヒーロー。おもちゃを投げて攻撃。
ウラナ ☆
雷を落としたり、相手を不幸にさせることができる。
キャロル ☆
炎を操るヒーロー。巨大なマッチ棒を使って戦う。
ヴァン
こうもりのヒーロー。絆創膏が外れると人型に変身する。
セレア
セレブ・リッチチームリーダー。金持ちでワガママ。
エル ☆
兎と卵が合わさったヒーロー。卵で攻撃。
シン・サイン ☆
あらゆるものを審査するヒーロー。シン・パン子の妹。
オカン ☆
オバちゃん。母親のように説教して攻撃。
リゼ ☆
ハンマーを扱う悪魔の少女。
アリス・リデル ●
男嫌いの女装男子。大鎌を操る。
フォニア ☆
錬金術師の少女。読者からの人気は高く、多くのイラストやファンレターが掲載された。
おにぎりくん ☆
剣と盾を持ったおにぎり。
マメリー ☆
人魚。技は貝を投げる「シェルブーメラン」と硬い涙を飛ばす「なみだとばし」。
クロード
紳士の格好をしたウサギ。ニンジンが大好き。鼻が良い。相手の心を読む「葵眼」を持つ。
ミケーを発見し、攻撃手段を読んだが光線の範囲が広すぎて避けきれずに敗北。
マフ ☆
長いマフラーを巻いた少女。甘い物が好きで、飴を持っている。マフラーで敵を束縛したり、防御できる。
見かけによらず肉弾戦も得意で、スラリットにマフラー、飴を取られた時はパワーアップした。